# Chuckwallas
Chuckwallas reprezintă o grupă de șopârle care trăiesc în special în zonele aride și semiaride din sud-vestul Statelor Unite și nordul Mexicului, dar pot fi întâlnite și pe unele insule de coastă. Toate cele cinci specii de chuckwallas fac parte din genul Sauromalus.

## Taxonomie și etimologie
Numele generic, Sauromalus, este format din două cuvinte grecești: „sauros”, care înseamnă „șopârlă”, și „homalos” (ὁμαλός), care înseamnă „plat”. Această denumire face referire la aspectul general al acestor șopârle, care au corpul aplatizat și sunt adaptate la viața în zonele stâncoase și pietroase din deșert.
Numele comun „chuckwalla” derivă din limba triburilor Shoshone „tcaxxwal” sau Cahuilla „čaxwal”, transcris de spanioli ca „chacahuala”.

### Specii extante
| Imagine | Denumire științifică | Denumire comună                               | Habitat natural                                                                           |
| ------- | -------------------- | --------------------------------------------- | ----------------------------------------------------------------------------------------- |
|         | Sauromalus ater      | Chuckwalla comună                             | estul Californiei, Utah, Arizona și Nevada, în sudul Baja California și Sonora.           |
|         | Sauromalus hispidus  | Chuckwalla din Insula Angel                   | Insulele Ángel de la Guarda și 10 insule mai mici din Golful California                   |
|         | Sauromalus klauberi  | Chuckwalla Santa Catalina / Chuckwalla pătată | Baja California                                                                           |
|         | Sauromalus slevini   | Chuckwalla Monserrat                          | insulele din Golful California: Insula del Carmen, Insula Coronados și Insula Monserrate. |
|         | Sauromalus varius    | Chuckwalla San Esteban                        | endemică în Insula San Esteban din Golful California                                      |

## Descriere
Chuckwallas sunt șopârle corpolente, cu corpul lat, cu secțiunea mediană aplatizată și burta proeminentă. Cozile lor sunt groase și se îngustează până la un vârf bont. Pliurile de piele lejere caracterizează gâtul și părțile laterale ale corpului lor, care sunt acoperite de solzi mici, cu granulație grosieră. Chuckwalla comună (Sauromalus ater) măsoară aproximativ 40 cm lungime, în timp ce speciile insulare, cum ar fi chuckwalla San Esteban (Sauromalus varius) poate măsura până la 76 cm lungime.
Aceste șopârle sunt dimorfice din punct de vedere sexual, masculii având corpul de culoare roz-roșiatică până la portocaliu, galben sau gri deschis, în timp ce capul, umerii și membrele sunt negre. Femelele și puii au corpul cu pete dispersate sau benzi contrastante de culoare deschisă și închisă în nuanțe de gri sau galben. În general, masculii sunt mai mari decât femelele și au pori femurali bine dezvoltați, situați pe partea interioară a coapselor. Acești pori produc secreții care se crede că joacă un rol important în marcarea teritoriului.

### Aria de răspândire, habitatul și dieta
Genul Sauromalus are o arie de răspândire largă în biomele deșerturilor Sonoran și Mojave, fiind întâlnit în mai multe zone din America de Nord și de Sud. Sauromalus ater este specia cu cea mai mare răspândire, fiind întâlnită în sudul Californiei, spre est până în sudul statelor Nevada și Utah și vestul Arizonei, iar spre sud până în Baja California și nord-vestul Mexicului. Sauromalus hispidus se găsește în partea de est a jumătății sudice a peninsulei Baja California. Celelalte specii de șopârle Chuckwallas locuiesc pe insule și, prin urmare, au o distribuție mult mai restrânsă. Două specii rare și pe cale de dispariție sunt Sauromalus slevini, care se găsește pe insulele Carmen, Coronados și Montserrat, în sudul Golfului California, și Sauromalus varius, care se găsește pe insula San Esteban, Lobos și Pelicanos. Aceste specii sunt amenințate de pierderea habitatului și de prădători introduși, cum ar fi pisicile sălbatice și șobolanii.
În habitatul lor natural, șopârlele Chuckwallas trăiesc în zone aride cum ar fi deșerturile, zonele stâncoase și vulcanice, cu vegetație de obicei formată din tufișuri de creozot și alte tufișuri rezistente la secetă. Aceste șopârle pot fi întâlnite la altitudini de până la 1.370 m.
În ceea ce privește dieta, șopârlele Chuckwallas sunt în primul rând erbivore, hrănindu-se cu frunze, fructe și flori de plante anuale și perene. De asemenea, se mai pot hrăni cu insecte, care reprezintă o pradă suplimentară. Se crede că șopârlele preferă florile galbene, cum ar fi cele ale arbustului Encelia farinosa. De asemenea, acestea sunt cunoscute pentru abilitatea lor de a stoca apă în vezica urinară și de a o folosi în perioadele de secetă.

## Comportament și reproducție
Chuckwallas sunt animale inofensive pentru oameni și sunt cunoscute pentru abilitatea lor de a fugi de potențialele amenințări. Când sunt deranjate, aceste șopârle se strecoară într-o crăpătură de stâncă strâmtă și își umflă plămânii pentru a se bloca.
Masculii sunt teritoriali în funcție de anotimp și de condiții; o abundență de resurse tinde să creeze o ierarhie bazată pe mărime, cu un mascul mare care domină masculii mai mici din zonă. Pentru a comunica și a-și apăra teritoriul, Chuckwallas folosesc o combinație de culori și manifestări fizice, cum ar fi „flotările”, ridicarea capului și deschiderea gurii.
Chuckwallas sunt animale diurne și își petrec o mare parte din dimineți și din zilele de iarnă încălzindu-se, deoarece sunt ectoterme. Aceste șopârle sunt bine adaptate la condițiile din deșert și sunt active la temperaturi de până la 39 °C. Chuckwallas hibernează în timpul lunilor mai reci și ies la suprafață în februarie. Tinerii ies primii, apoi adulții, pe măsură ce temperaturile ajung la aproximativ 32 °C.
Împerecherea Chuckwallas are loc din aprilie până în iulie, iar între iunie și august sunt depuse între cinci și 16 ouă. Ouăle eclozează la sfârșitul lunii septembrie. Aceste șopârle pot trăi până la 25 de ani sau chiar mai mult.

## Sursă de hrană pentru populația indigenă
Poporul Seri a considerat speciile de șopârle Chuckwallas, inclusiv S. hispidus, drept o hrană importantă și le-au folosit ca sursă de hrană în caz de nevoie. Se crede că aceștia au translocat aceste șopârle pe majoritatea insulelor din Bahia de los Angeles pentru a le folosi ca sursă de hrană. 

## Galerie

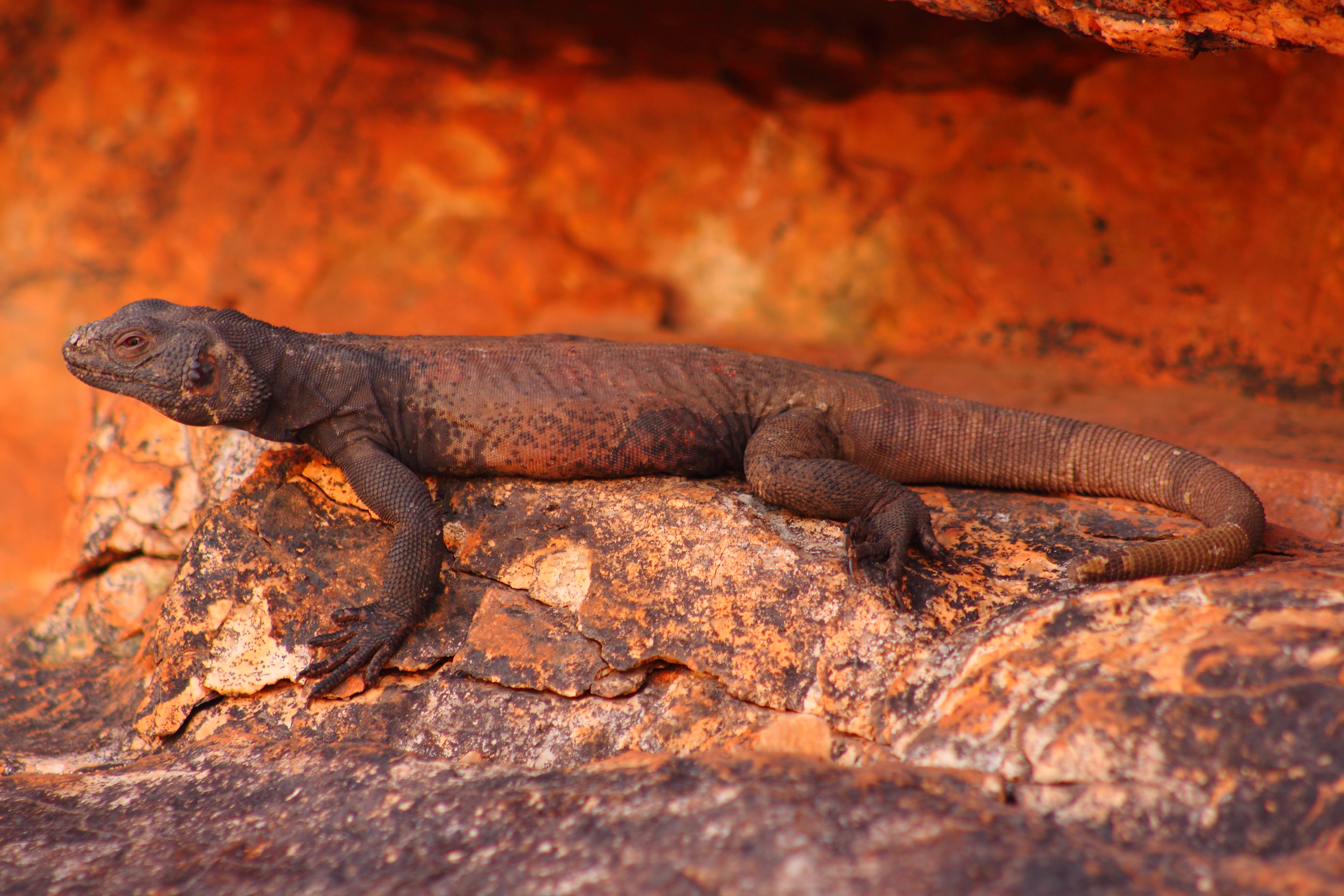
Mascul de Chuckwalla de talie mare, fotografie făcută în Munții White Tank, lângă Surprise, Arizona.
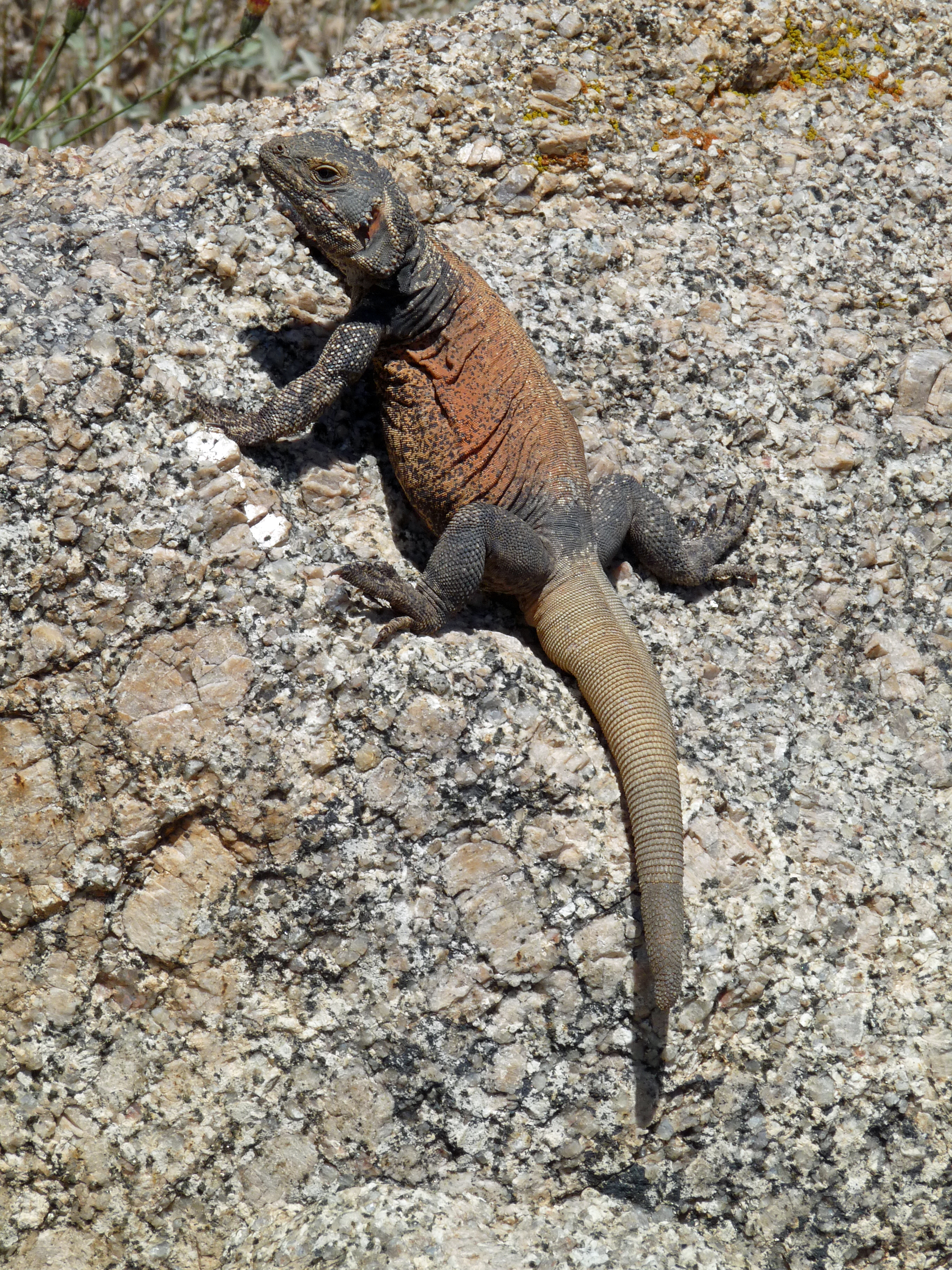
Chuckwalla adultă din deșertul Sonoran
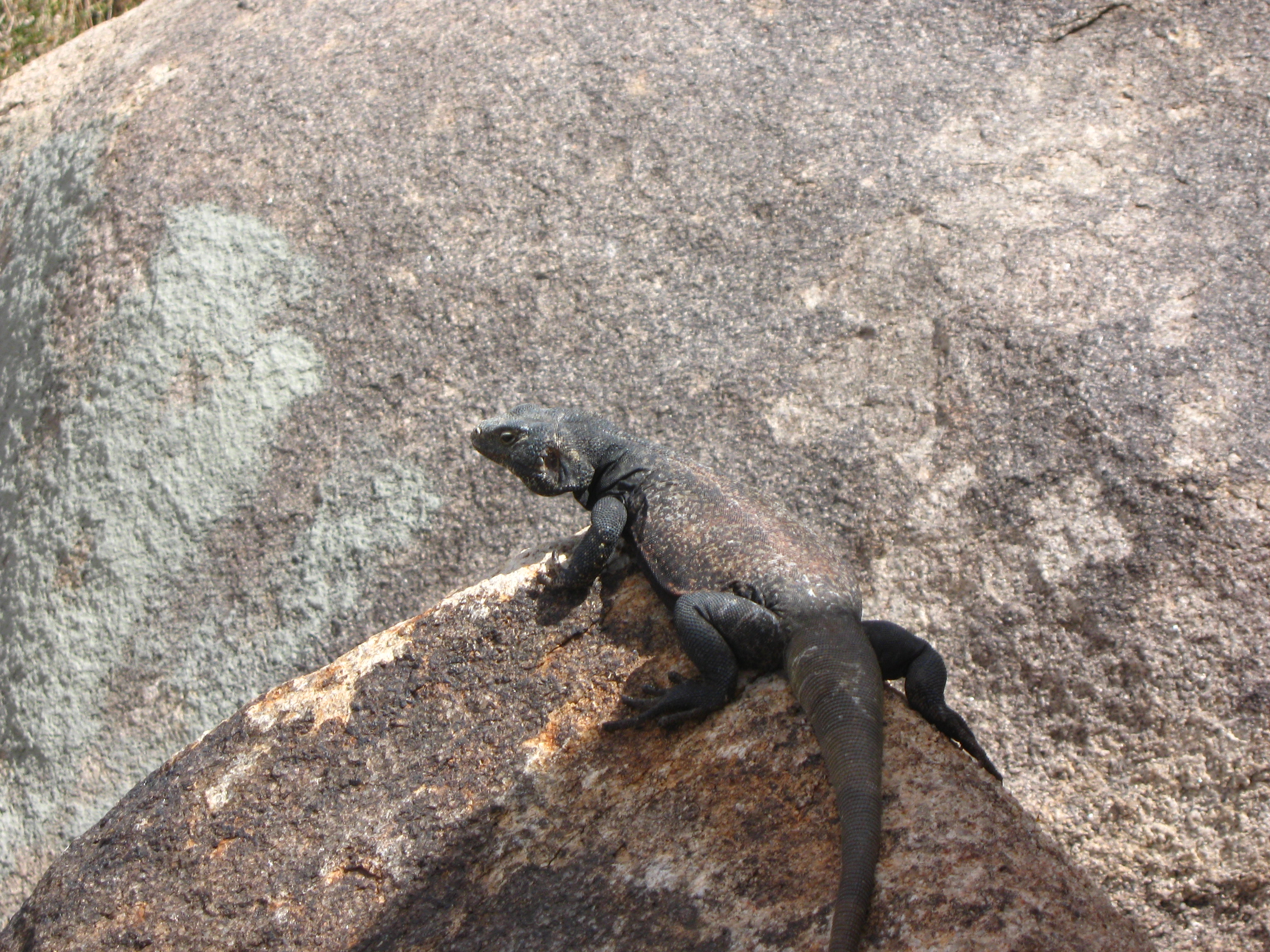
Chuckwalla adultă din deșertul Mojave
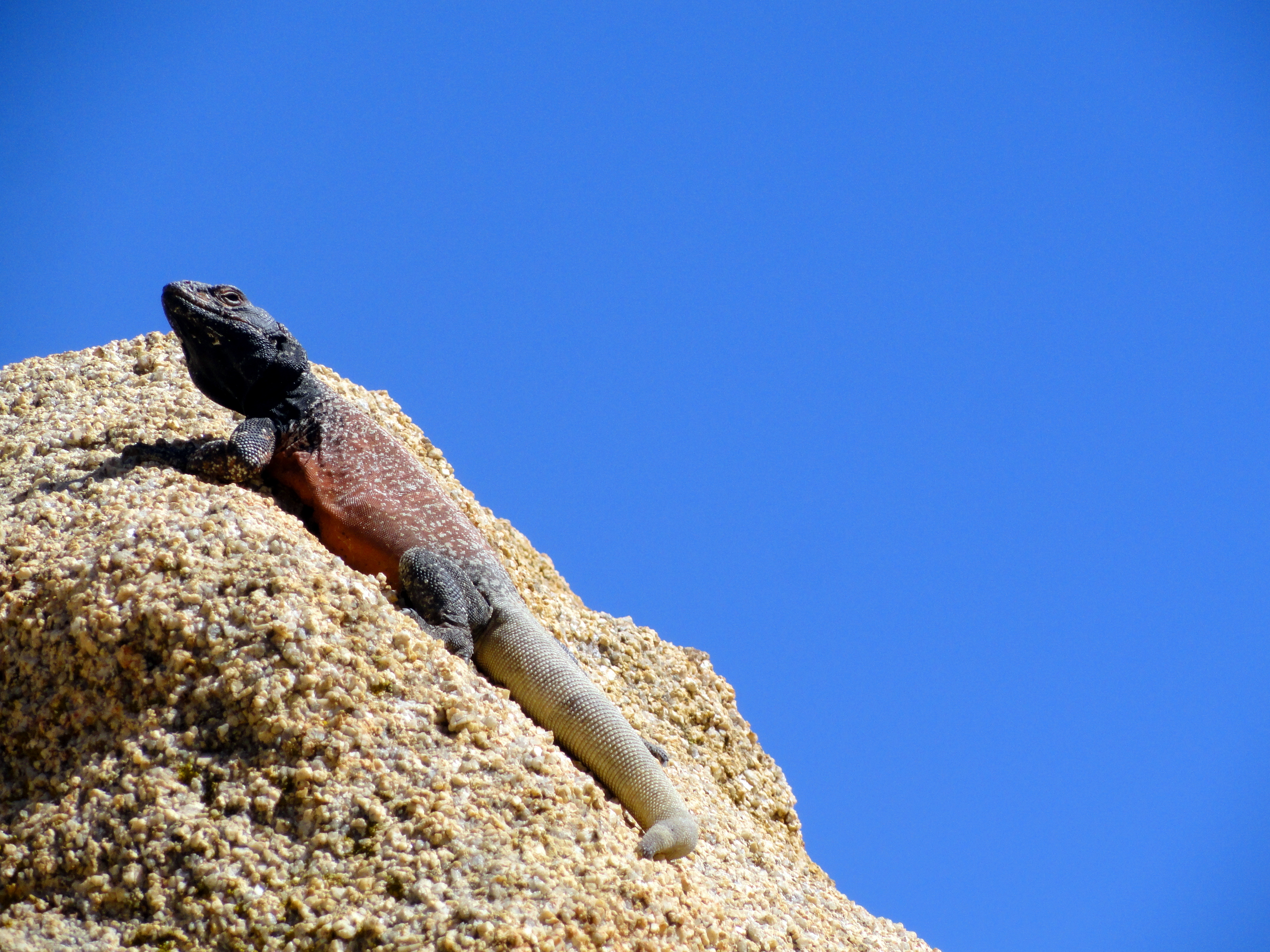
Mascul de Chuckwalla comună în Parcul Național Joshua Tree
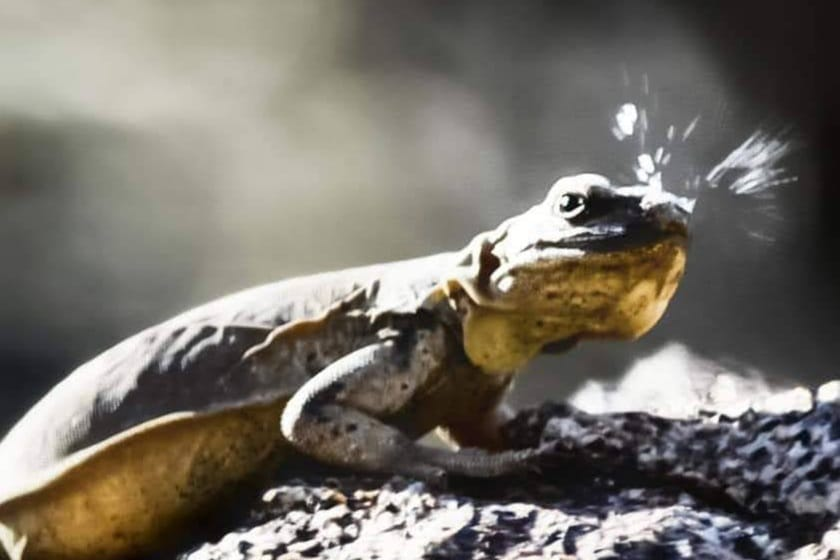
Un chuckwalla care strănută sare în Parcul  Anza-Borrego Desert State Park